# Strzebla Czekanowskiego
Strzebla Czekanowskiego (Rhynchocypris czekanowskii) – gatunek słodkowodnej ryby z rodziny karpiowatych (Cyprinidae).

## Występowanie
W Europie tylko w północnej części Rosji, w Azji w północnej części w zlewisku Morza Arktycznego i Oceanu Spokojnego
Żyje stadnie, zasiedla czyste i natlenione rzeki i potoki.

## Cechy morfologiczne
Osiąga 5–8 (maksymalnie 12) cm długości. Ciało wrzecionowate wydłużone, długim trzon ogonowy, pokryte bardzo małymi kulistymi łuskami. Otwór gębowy mały. Linia boczna rozwinięta tylko w przedniej części.
Grzbiet ciemnoszary lub ciemnobrązowy, zielonkawo mieniący się z małymi ciemnymi punktami. Brzuch białawy. Płetwy piersiowe żółtawe, płetwy brzuszne i odbytowe czerwonawe.

## Odżywianie
Żywi się wodnymi drobnymi bezkręgowcami.

## Rozród
Trze się od czerwca do lipca wśród roślin na przybrzeżnych płyciznach, jak również w bystrym nurcie.